# Pellenes dahli
Pellenes dahli là một loài nhện trong họ Salticidae.
Loài này thuộc chi Pellenes. Pellenes dahli được Roger de Lessert miêu tả năm 1915.